# Selscheid
Selscheid ist ein Ortsteil der Stadt Plettenberg im Märkischen Kreis in Nordrhein-Westfalen.

## Geographie
Selscheid liegt in einer Einsattelung zwischen dem Sohlberge und dem Hasenberge auf einer Höhe von 370 m NN. Der Ort ist Teil des Naturparks Ebbegebirge im Sauerland.

## Nachbarorte
- Grimminghausen
- Pungelscheid
- Kleinhammer
- Böddinghausen

## Geschichte
Erstmals urkundlich erwähnt wird Selscheid um 1350; der Ort besteht aus 4 Bauerngütern. Den Zehnten über den Selscheid hatten die Grafen zu Arnsberg. Zusätzlich bestand eine Abgabenpflicht an die Kirche zu Plettenberg. 
Im Jahre 1919 begann der Bau der Dorfschule. In Selscheid fand bis 1966 Unterricht statt.
Seit ihrer Gründung im Jahr 1931 sorgt die Freiwillige Feuerwehr für den Brandschutz und die allgemeine Hilfe.

## Bedeutung des Ortsnamens
Seit jeher führte der Hauptverkehrsweg durch eine Einsenkung. Die Einsenkung oder Durchlass wird im mhd. Sielen genannt. Das Wortteil scheid ist das mhd. Wort für Grenze oder Grenzscheide.